# 沙洛維龍屬
沙洛維龍屬（意為“沙洛夫之翼”。沙洛夫，蘇聯古生物學家，沙洛維龍的原始發表者）是最早期的滑翔爬行動物之一，生存於三疊紀晚期，約2億2500萬年前。牠身長接近20公分，尾巴極長，重達7.5公克。牠可能與翼龍類有接近親緣關係，或者是翼龍類的祖先，但這論點是有爭議的。與翼龍類不同的是，沙洛維龍的翼膜主要連接在後肢之間，而非牠非常短的前肢。沙洛維龍的化石發現於吉爾吉斯的Madygen組地層，長鱗龍的化石也發現於相同地層。

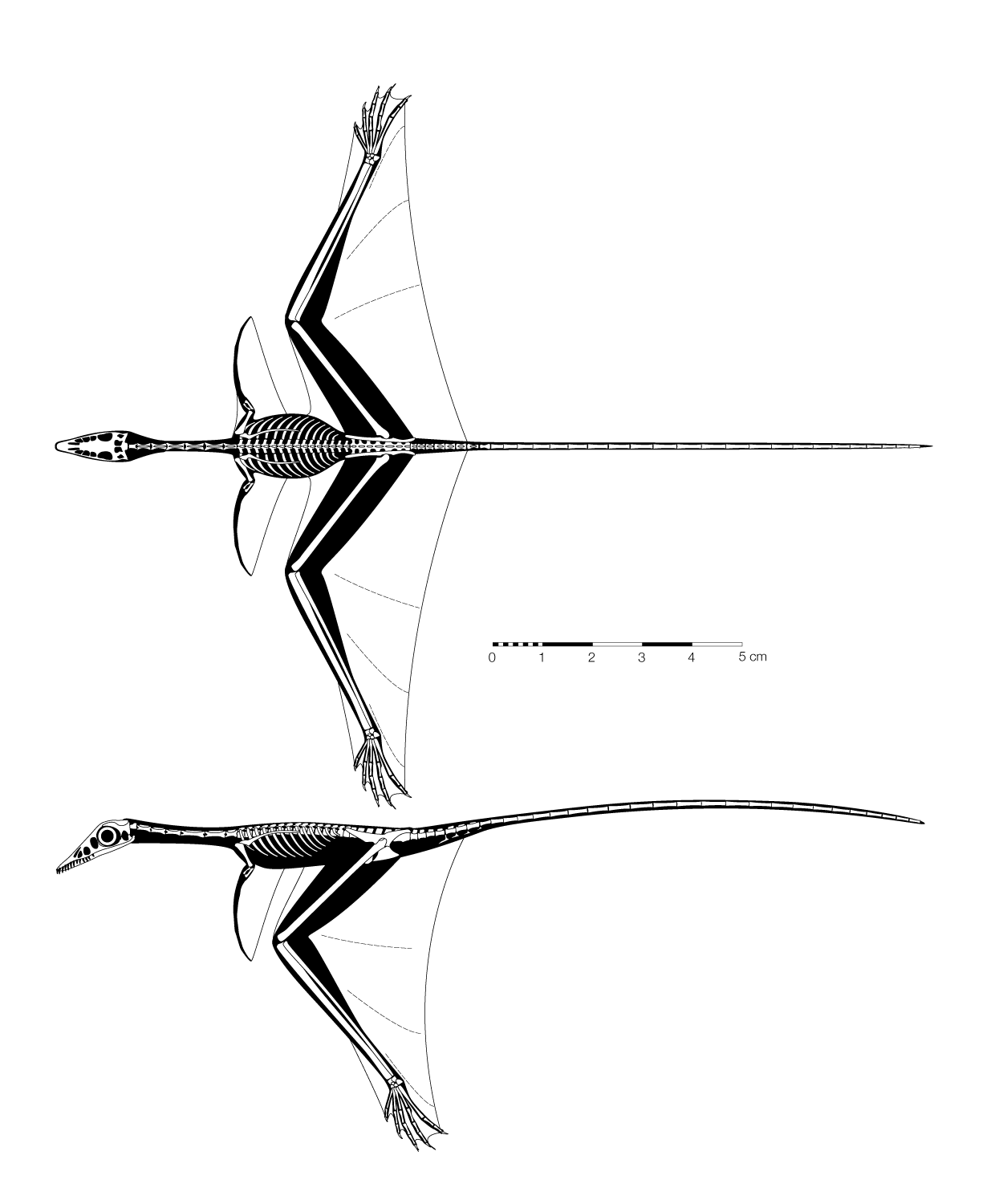
沙洛維龍的骨骼重建圖

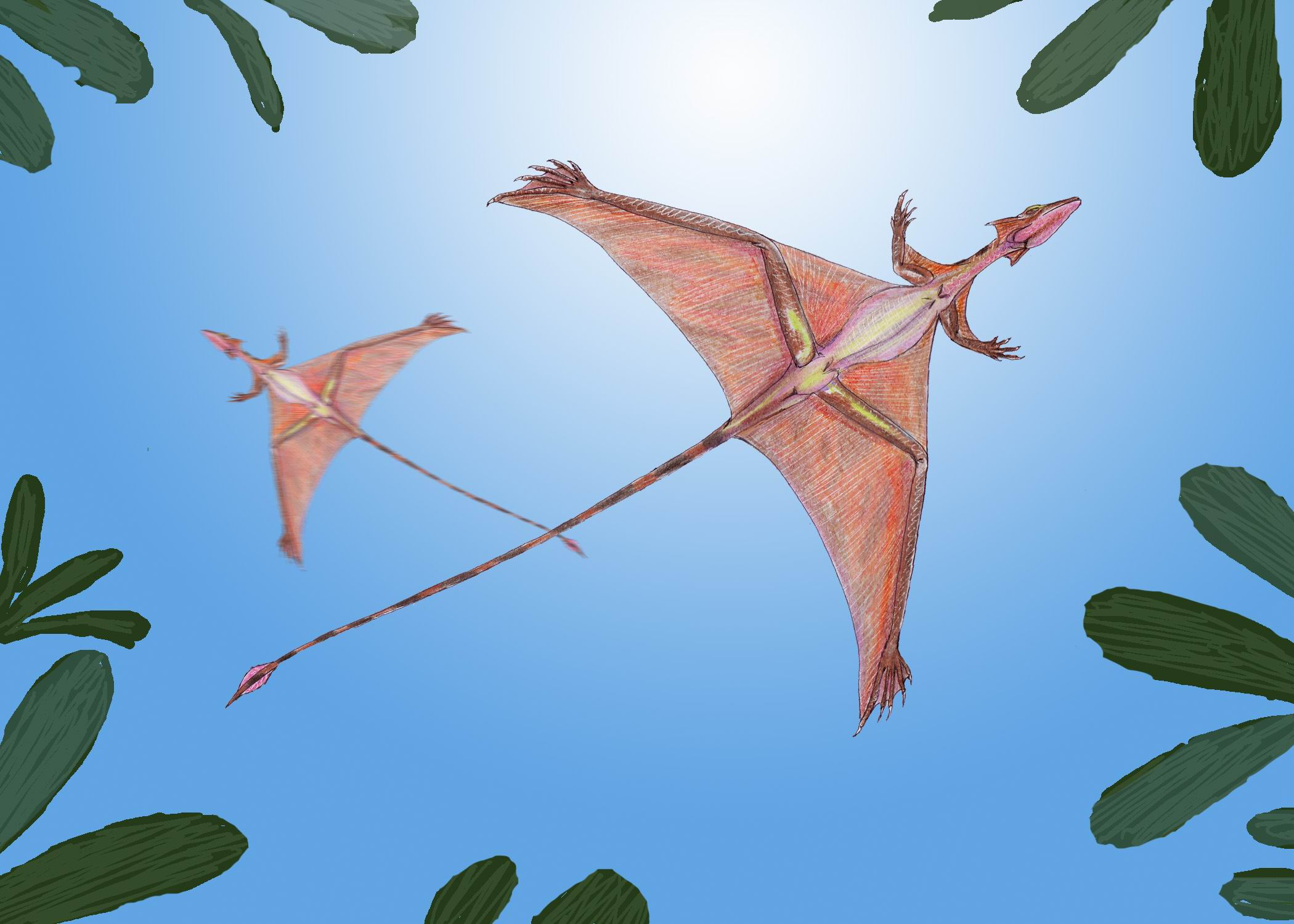
以三角翼滑翔的沙洛維龍

假如沙洛維龍是翼龍類的近親，那牠的翼膜應該連接到牠的前肢，或者牠可能有獨立的翼膜連結至牠的前肢。有些研究顯示牠們是跳躍動物，可能跳躍至空中，並用牠的翼膜控制降落時的方向。這相當符合翼龍類從奔跑、跳躍的祖先演化而來的途徑，因為有些科學家認為翼龍類缺乏樹棲適應演化。
然而，其他科學家提出沙洛維龍用牠具有鋒利腳爪的後腿（後肢的結構似乎很難攀爬）在樹上起步，然後跳入空中。牠們的前肢因為太短，不適合四足奔跑或攀爬。這樣的結構可能讓前肢不具有行走的功能，而是讓前肢具有其功能。
沙洛維龍是二足動物，以現代蜥蜴的二足行走方式運動，除了沙洛維龍有結構較好的骨盆、更多的薦椎、更長的後肢、較短的身體，而尾巴與現代蜥蜴比較細。尾巴肌肉的縮小，與骨盆肌肉的增加，顯示沙洛維龍有類似翼龍類的代謝率，可能是溫血動物。牠並非依靠軀體的彎曲起伏來移動，因此奔跑時不必抑制呼吸，所有現代蜥蜴奔跑時依靠軀體的彎曲起伏，所以需抑制呼吸。
在2006年，G.J. Dyke與其他學者公佈了關於沙洛維龍滑翔相關技術的研究。他們發現沙洛維龍極長後肢與尾巴間的翼膜，能讓牠們以類似三角翼飛機的方式滑翔。如果牠們的微小前肢也附著者翼膜，前肢可以用非常有效率的方式控制穩定度，類似三角翼飛機的前翼。這些研究人員發現，如果沒有前翼，滑翔時將會非常難控制；但是，目前發現前肢的唯一地點，已經完全整修過，不可能在該地現任何翼膜痕跡。另一種由頸部皮膚皺摺構成的膜，被發現是修長頸部脊椎的6倍寬。細長的角鰓骨（Ceratobranchial bones）從喉嚨延伸至頸部。如果角腮骨橫向展開，如同某些現代蜥蜴，頸部的皮膚皺摺被展開後，可形成類似現代飛機的氣動側板。前肢上的三角翼膜可能在滑翔時，形成極佳的控制表面。
Sharov在1971年描繪出沙洛維龍的兩個前肢，有延長的第四根手指。在2006年，大衛·彼德斯發現沙洛維龍兩個前肢的所有手指，爭論說三角翼膜並非如同Dyke的研究，他們並沒有研究手指。

## 外部連結
- 第一種三角翼飛行者是爬行動物 （页面存档备份，存于） - LiveScience.com
- 俄羅斯古生物博物館的化石照片 - Paleo.ru